# 大名天主堂

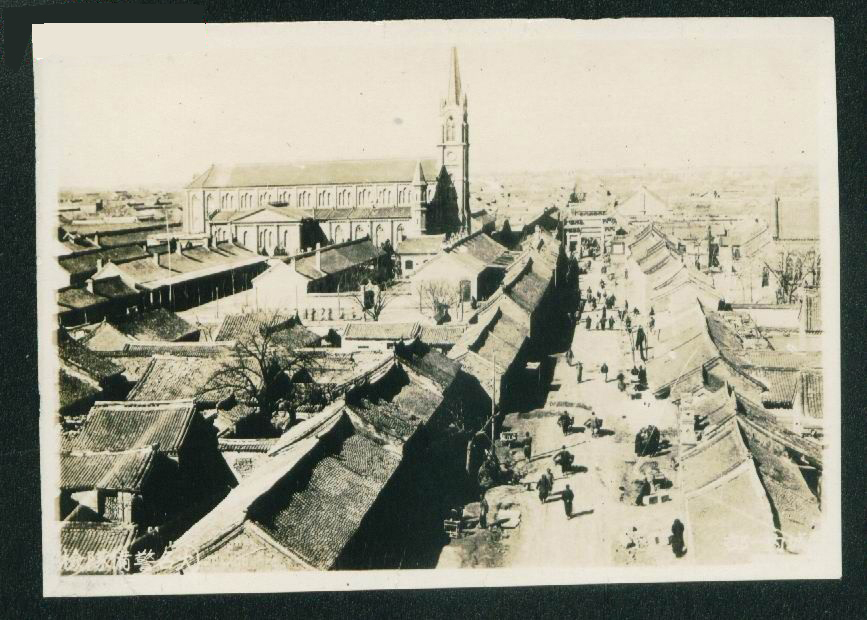
旧照

大名天主堂或称大名宠爱之母堂、大名天主教堂、大名县天主教会旧址是位于河北省邯鄲市大名县的一座天主教堂，是天主教大名教区的主教座堂，座落在大名城内东大街路南。

## 历史
大名天主教堂始建于民国七年（1918年），1921年12月竣工，是中国现存最雄伟最完整的天主教圣堂之一。

## 建筑
大名天主堂由法国天主教会所建，教堂建筑的主特点是新颖、精巧，采用哥特式建筑模式，呈平面十字形。教堂由钟楼和礼拜堂所组成，占地面积1440.39平方米，可容纳1000余人跪堂。主钟楼高46米，上面镶嵌直径达1.42米的四面大钟表。堂门两侧刻有「欲识其宠请看怀中所抱；要知厥能试观掌上所持。」对联。在正门往上三米处的地方有一拱龛，其中有圣母怀抱耶稣玉石像，小耶稣右手抱一地球。两侧钟楼高25米，礼拜堂高18.5米，教堂外墙磨砖对缝，教堂内墙东西壁为苦路“十四处”油画，教堂北面有5个门，堂内拱顶，有14根6米高的石柱。墙上有100多个大小式样不同的彩色玻璃窗户。教堂内原有六座偏祭台，一架管风琴。券顶无房梁，砖饰斗拱，木板几何图案装饰天花板，方砖砌面。垂带式台阶有月台。祭台的耶稣苦像高达4米。堂内雕塑、油画水准不俗。还有高6米、宽5米的特大管风琴，演奏时需2人相配合。大名天主教堂经历了地震及战乱的破坏，依然保持完好，为研究西方工程建筑和工艺美术，提供了资料。

## 保护

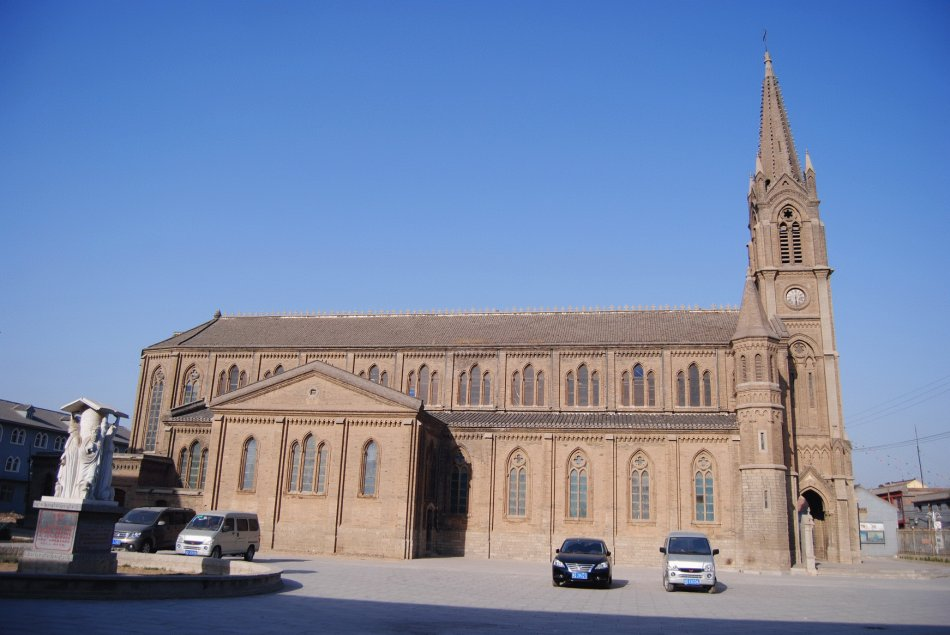
教堂侧面

1993年，教堂被公布为河北省文物保护单位，登录名为“大名天主教堂”。2000年，北院陆续划归教会，设主教府及圣心教院。2013年教堂升格为全国重点文物保护单位，登录名为大名天主堂。